# Sent Laurenç d'Embasac
Sent Laurenç l'Egleisas (en francès Saint-Laurent-les-Églises) és un municipi francès situat al departament de l'Alta Viena i a la regió de la Nova Aquitània.

## Demografia
| 1962                                       | 1968 | 1975 | 1982 | 1990 | 1999 | 2007 |
| ------------------------------------------ | ---- | ---- | ---- | ---- | ---- | ---- |
| 590                                        | 672  | 648  | 571  | 636  | 683  | 788  |
| Des de 1962: població sense dobles comptes |      |      |      |      |      |      |

## Administració
| Període | Identitat     | Partit |
| ------- | ------------- | ------ |
| 2001-   | Georges Biron | PS     |